# شيجيساتو إيتوي
شيجيساتو إيتوي (糸井 重里, Itoi Shigesato) المولود في 10 نوفمبر 1948، هو كاتب ياباني وشاعر غنائي ومصمم ألعاب وممثل، هو رئيس شركة هوبو نيكان إيتوي شينبون، اشتهر خارج اليابان بعمله على سلسلة الألعاب موذر والمعروفة كذلك باسم ايرث باوند.